# Чемровська сільська рада
Чемро́вська сільська рада (рос. Чемровский сельский совет) — сільське поселення у складі Зонального району Алтайського краю Росії. Адміністративний центр — селище Мирний.

## Населення
Населення — 1884 особи (2019; 1804 в 2010, 1791 у 2002).

## Склад
До складу сільської ради входять:
| Населений пункт   | Населення, осіб (2002) | Населення, осіб (2010) |
| ----------------- | ---------------------- | ---------------------- |
| Мирний, селище    | 1420                   | 1426                   |
| Сафоновка, селище | 371                    | 378                    |